# ازفون
ازفون (به عربی: أزفون) یک شهرداری در الجزایر است که در استان تیزی وزو واقع شده‌است.